# کارابوس اولریچی
کارابوس اولریچی (نام علمی: Carabus ulrichi) نام یک گونه از تیره سوسک‌های زمینی است.